# 桂田徳勝
桂田 徳勝（かつらだ のりかつ、1898年〈明治31年〉1月30日 - 1987年〈昭和62年〉8月19日）は、日本の電気工学者。工学博士（京都大学）。大阪府立大学名誉教授。大阪工業大学工学部電気工学科元教授。元電気工学教室担当。
専門は、電気工学・電力工学、電気鉄道工学。

## 略歴
1932年京都帝国大学工学部電気工学科卒業。外地の台南高等工業学校教授などを経て、1947年旧制摂南工業専門学校（旧：関西高等工業学校）教授。1949年大阪工業大学工学部電気工学科教授、電気工学教室を担当。その後、大阪府立大学に転任し、京都大学大学院にて工学博士号を取得（京都大学電気工学教室洛友会に所属）。大阪府立大学工短部教授、同大学評議員・審議員などを経て、1963年大阪府立大学名誉教授。
大阪府立大学・大阪工業大学にて教鞭を執り、大阪府立大学では初期の工短部にて電気工学・電力工学の研究育成に貢献し、評議員・審議員も務めた。大阪工業大学では、1949年大学開学後の電気工学・電力工学の研究推進及び大阪府立大学大学院進学の道を開いた。

## 主な著書
- 送電及送電器具（単著、産業図書1949、学術書）
- 電気用複素数入門（単著、電気書院1954、学術書)
- 電気鉄道教室（単著、電気書院1965、学術書)
- 最新電気鉄道講義（単著、電気書院1971、学術書)

## 主な研究
- 日射と風速の送電線の許容電流に及ぼす影響に就て
- 日射の柱上変圧器の温度上昇に及ぼす影響
- ビニル(OW)電線の許容電流についての一考察
- 送電器具についての研究
- 電気鉄道おける送電